# Соани (окръг)
Соани (на френски: Soignies) е окръг в Южна Белгия, провинция Ено. Площта му е 517 km², а населението – 190 334 души (по приблизителна оценка от януари 2018 г.). Административен център е град Соани.